# زیلدا
زیلدا (به آلمانی: Sylda) یک منطقهٔ مسکونی در آلمان است که در آرناشتاین، زاکسن-آنهالت واقع شده‌است. زیلدا ۵۱۲ نفر جمعیت دارد.